# Annarita Patriarca
Annarita Patriarca (Napoli, 27 luglio 1971) è una politica italiana, dal 13 ottobre 2022 deputata alla Camera per Forza Italia.

## Biografia
Nata a Napoli il 27 luglio 1971, figlia del politico democristiano Francesco Patriarca, si è diplomata al liceo classico "Plinio Seniore" a Castellammare di Stabia con 60/60 e laureata in giurisprudenza alla Luiss Guido Carli di Roma 110 e lode, con una tesi in diritto costituzionale.
Militante di Forza Italia dal 1994 e successivamente del Popolo della Libertà, è stata presidente del Consiglio comunale di Gragnano (NA) dal 2005 al 2009 e sindaca di Gragnano dal 2009 al 2012. Esperienza amministrativa caratterizzata dallo scioglimento per infiltrazioni della camorra avvenuta nel marzo del 2012, pochi mesi dopo le dimissioni di Annarita Patriarca che ricopriva la carica di sindaco. 
Alle elezioni regionali in Campania del 2020 si candida tra le liste di Forza Italia, a sostegno dell'ex presidente della Regione Campania Stefano Caldoro, venendo eletta nella circoscrizione di Napoli con 11.162 preferenze al consiglio regionale della Campania, dove ricopre l'incarico di capogruppo di Forza Italia.
Alle elezioni politiche anticipate del 2022 viene candidata alla Camera dei deputati, sia nel collegio uninominale Campania 1 - 07 (Torre del Greco), sostenuta dalla coalizione di centro-destra in quota Forza Italia, che come capolista per Forza Italia nei collegi plurinominali Campania 1 - 01 e Campania 1 - 02. Nell'uninominale ottiene il 33,99% dei voti e viene sconfitta dal candidato del Movimento 5 Stelle Gaetano Amato (34,26%), mentre nel plurinominale risulta eletta deputata nel collegio Campania 1 - 02. Nella XIX legislatura è segretario dell’aula.
È coordinatrice del partito per la provincia di Napoli sotto la guida del coordinatore regionale Fulvio Martusciello che aveva insistito per la sua candidatura alle regionali. Viene confermata nel ruolo a inizio 2024.